# Boris Andriejew
Boris Fiodorowicz Andriejew (ros. Борис Фёдорович Андреев, ur. 27 stycznia?/9 lutego 1915 w Saratowie, zm. 25 kwietnia 1982 w Moskwie) – rosyjski aktor filmowy okresu radzieckiego. Pochowany na Cmentarzu Wagańkowskim w Moskwie.

## Filmografia

### Filmy fabularne
- 1939: Górą dziewczęta! (Трактористы), reż. Iwan Pyrjew
- 1939: Wielkie życie (Большая жизнь), reż. Leonid Łukow
- 1941: Bogdan Chmielnicki (Богдан Хмельницкий), reż. Igor Sawczenko
- 1941: Szalony lotnik (Валерий Чкалов), reż. Michaił Kałatozow
- 1943: Dwaj żołnierze ( Два бойца), reż. Leonid Łukow
- 1946: Wielkie życie. Część II. (Большая жизнь. 2 серия), reż. Leonid Łukow
- 1949: Spotkanie nad Łabą (Встреча на Эльбе), reż. Grigorij Aleksandrow
- 1949: Wesoły jarmark (Кубанские казаки), reż. Iwan Pyrjew
- 1949: Upadek Berlina (Падение Берлина), reż. Michaił Cziaureli
- 1954: Wielka rodzina (Большая семья), reż. Josif Chejfic
- 1956: Ilia Muromiec (Илья Муромец), reż. Aleksandr Ptuszko
- 1963: Tragedia optymistyczna (Оптимистическая трагедия), reż. Samson Samsonow
- 1963: Abiturientka (Абитуриентка), reż.  Aleksiej Miszurin

### Filmy animowane
- 1952: Wyrwidąb (Валидуб), reż. Dmitrij Babiczenko
- 1953: O dzielnej Oleńce i jej braciszku (Сестрица Алёнушка и братец Иванушка), reż. Olga Chodatajewa
- 1955: Niecodzienny mecz (Необыкновенный матч), reż. Mstisław Paszczenko, Boris Diożkin

## Nagrody i odznaczenia
- Order Czerwonej Gwiazdy (1944)
- Nagroda Stalinowska (dwukrotnie: 1948, 1950)
- Ludowy Artysta RFSRR (1950)
- Złota Palma dla najlepszego aktora (1955)
- Ludowy Artysta ZSRR (1962)
- Order Lenina (1967)
- Order Rewolucji Październikowej (1974)